# Ray Adams
Ray Adams, wł. Ragnar Asbjørnsen (ur. 23 marca 1931 w Oslo, zm. 4 sierpnia 2003 w Uddevalli) – norweski piosenkarz.
Debiutował w latach 50. Jego piosenka Hear my song, Violetta zyskała popularność międzynarodową i znalazła się na listach przebojów m.in. w Niemczech, Wielkiej Brytanii, Włoszech, Filipinach, Kanadzie, Belgii i Stanach Zjednoczonych. Nagrał 400 albumów. Zmarł na białaczkę w 2003.

## Wybrana dyskografia
- 1961 – "Violetta"
- 1967 – "Den Sista Valsen"
- 1970 – "Hear my song, Violetta"
- 1975 – "You Belong To My Heart"
- 1975 – "De Tusen Sjöars Land"
- 1975 – "Jag Har Bott Vid En Landsväg"
- 1975 – "Little Rosemary"
- 1975 – "Walk Hand In Hand"
- 1976 – "Shadoogie"
- 1978 – "Inside Jet Harris"